# Джордж Брізан
Джордж Ігнатіус Брізан (англ. George Ignatius Brizan; 31 жовтня 1942 — 18 лютого 2012) — державний діяч Гренади, прем'єр-міністр країни 1995 року.

## Життєпис
Здобув педагогічну освіту, а також мав фах з економіки та історії в Університеті Вест-Індії, Університеті Калгарі (бакалавр гуманітарних наук та мистецтв, магістр у галузі історії та економіки) й Університеті Карлтона (магістр у галузі міжнародних економічних відносин).
У 1963—1984 роках перебував на державній службі у Гренаді. Був учителем середньої школи, викладачем і проректором Інституту підвищення кваліфікації. Потім обіймав посаду начальника відділу освіти у профільному міністерстві.
У 1970-их роках став одним із засновників руху ДЖУЕЛ, після відставки з уряду читав лекції з історії острова Гренада, які мали неабияку популярність серед студентів.
З 1984 тричі обирався депутатом Палати представників, спочатку від Нової національної партії. З 1984 по 1987 рік займав міністерські пости в уряді.
1987 року став одним із засновників партії Національно-демократичний конгрес та її першим головою.
У 1990—1992 роках обіймав посаду міністра фінансів, з 1992 по 1995 — міністра сільського господарства, торгівлі, промисловості, виробництва та енергетики. Як глава аграрного відомства був популярним серед працівників галузі, розвивав програму вирощування мускатного горіха.
1995 року зайняв пост глави уряду Гренади, одночасно займав пост міністра закордонних справ та з питань національної безпеки, сільського господарства й людських ресурсів. Його кабінет критикували за проведення крутих заходів в економіці, що було наслідком зростання зовнішнього боргу та зниження економічної допомоги з боку США та падіння рентабельності в сільському господарстві після зниження світових цін на мускатний горіх. Того ж року його партія зазнала поразки на виборах.
1999 року Національно-демократичний конгрес через суперечки всередині партії втратив усі місця в парламенті. Брізан за станом здоров'я пішов з політики, але залишився експертом з питань розвитку країни.